# لیگ فوتبال استان زنجان
لیگ استان زنجان بالاترین سطح فوتبال در استان زنجان می‌باشد که در پنجمین سطح از فوتبال ایران و بعد از لیگ دسته سوم فوتبال ایران قرار دارد. قهرمان این جام به مسابقات کشوری لیگ دسته سوم فوتبال ایران راه می‌یابد و جواز حضور در جام حذفی را کسب می‌کند.
این مسابقات بخشی از برنامه ویژه آسیا است.

## نحوه برگزاری
مسابقات در یک مرحله و بین ۸ تیم برگزار می‌شود. قهرمان لیگ به لیگ دسته سوم فوتبال ایران صعود می‌کنداین مسابقات هر سال توسط هیئت فوتبال استان زنجان برگزار می‌شود.

## فصل ۱۴۰۱–۰۲
تیم های حاضر:
طیور ابهر
زنجانرود زنجان
کیا طارم
فروشگاه علی قیدار
ستاره ساز زنجان
شاهین فرابرد زنجان
شهاب زنجان
ترکان زنجان